# Philip Ekström
Philip Ekström är en svensk musiker och producent.

## Uppväxt och tidig karriär
Ekström växte upp i Jönköping. Sin musikaliska bana inledde han som tolvåring i bandet Young Boys. Senare trummis och sångare i banden Nice Brandy och Picket.

## The Mary Onettes
Tillsammans med bland andra sin bror Henrik har Philip Ekström bandet The Mary Onettes, med vilka han spelat in två studioalbum och flera EP-skivor. Philip Ekström är bandets huvudsaklige låtskrivare och har även producerat bandets skivor.

## Det vackra livet
Utöver The Mary Onettes har Ekström bandet Det vackra livet, även detta ihop med brodern Henrik Ekström. Gruppen släppte debutalbumet Det vackra livet 2011.

## Producenten Ekström
Utöver att ha producerat skivor med The Mary Onettes och Det vackra livet var Ekström producent på Amanda Mairs självbetitlade debutalbum Amanda Mair, som utkom 2012.

## Övrigt
Ekström medverkar på The Legends studioalbum Over and Over, på vilket han spelar trummor på låten "You Won".
Ekström har varit livegitarrist åt Broder Daniel.

### Fotnoter
1. ↑  Arvidsson, Henrik (26 april 2007). ”Återblickar som inte skäms för sig”. Dagens Nyheter. http://www.dn.se/kultur-noje/musik/aterblickar-som-inte-skams-for-sig. Läst 20 februari 2012.
2. 1 2 3 4  ”Philip Ekström”. Discogs.com. http://www.discogs.com/artist/Philip+Ekstr%C3%B6m. Läst 20 februari 2012.
3. ↑  ANDERSSON, JAN (24 maj 2005). ”Ännu ett Broder Daniel-yngel”. gp.se. https://www.gp.se/1.1146273. Läst 5 februari 2022.